# Улица кнеза Вишеслава (Београд)
| Улица · КНЕЗА ВИШЕСЛАВА | Улица · КНЕЗА ВИШЕСЛАВА                       |
| ----------------------- | --------------------------------------------- |
|                         |                                               |
| Општина                 | Раковица                                      |
| Почетак                 | Пилота Михаила Петровића Патријарха Јоаникија |
| Крај                    | Пожешка                                       |
| Дужина                  | 5.100 m                                       |
| Ширина                  | 8 до 12 m                                     |
|                         |                                               |
|                         |                                               |

Улица кнеза Вишеслава налази се у Београду на општини Раковица.
Дужина улице је 5.100 m. Простире се од раскрснице Улице пилота Михаила Петровића, Улице Патријарха Јоаникија до Улице Пожешке. Од Улице Благоја Паровића па до Улице Петра Мартиновића, Улица кнеза Вишеслава пролази кроз Кошутњак.

## Име улице
Улица је добила име по Кнезу Вишеславу. Кнез Вишеслав (8. век—9. век) био је Српски кнез из династије Властимировића. Вишеслав је први познати српски кнез (архонт) на Балкану чије име је поуздано забележено у историјским изворима и највероватније је владао Србима од око 780. до око 814. године.

## Објекти у улици Кнеза Вишеслава
- Базар Видиковац
- Ресторан брзе хране Мекдоналдс
- Супермаркет Лидл
- Војно медецински центар Церак
- Храм Светог апостола Луке
- СРЦ Пионирски град
- Завод за спорт и медицину спорта Републике Србије[2]
- Спортско-Рекреативни Центар Кошутњак[а]
- Висока хотелијерска школа струковних студија Београд
- Републички хидрометеоролошки завод Србије
- Интернационална приватна школа Руђер Бошковић[3]
- ОШ „Бановић Страхиња” Чукарица
- Ловачка комора Србије
- Институт за мултидисциплинарна истраживања - Лабораторија за биљке и земљиште
- Шумарски факултет

## Градски саобраћај
Кроз улицу саобраћа градски превоз које обезбеђује ГСП Београд. Аутобуске линије 23 (Видиковац — Карабурма), и 53 (Видиковац - Зелени венац) саобраћају од Раскрснице Улице Пилота Михаила Петровића, Улице Патријарха Јоаникија и Улице Кнеза Вишеслава до Улице Благоја Паровића. Аутобуске линије 89 (Видиковац — Блок 72), 37 (Кнежевац - Панчевачки мост) и 50 (Баново Брдо - Устаничка) саобраћају од Раскрснице Улице Пилота Михаила Петровића, Улице Патријарха Јоаникија и Улице Кнеза Вишеслава до Улице Ратка Митровића.

## Суседне улице
- Пилота Михаила Петровића
- Патријарха Јоаникија
- Ратка Митровића
- Луке Војводића
- Милоја Закића
- Благоја Паровића
- Жумберачка
- Пионирска
- Жарковачка
- Радована Драговића
- Стеве Тодоровића

## Насеља
- Филмски град
- Церак Виногради
- Скојевско насеље
- Голф насеље
- Жарково
- Баново брдо
- Кошутњак